# Sousão
Le sousão ou vinhão est un cépage noir du Nord-Ouest du Portugal, région du Vinho verde, qui est autorisé pour l'élaboration d'un vin rouge de qualité. Longtemps cultivé en hautain, il est aujourd'hui conduit sur cruzeta.
Il est répandu dans toute la région. C'est un cépage teinturier. Il produit des vins de couleur intense presque bleue. Il est très acide et de texture rugueuse. Il est rarement exporté, car peu apprécié en dehors de sa région d'origine. On le sert souvent dans des bols. Des vignerons disent «qu'il ne faut pas le sentir, mais le goûter.» Ils ajoutent qu'il accompagne bien la lamproie et la morue.
Il est maintenant aussi utilisé dans le Douro pour la production de porto.

## Synonyme
Ce cépage est aussi dénommé Negrón, Sesão, Sousão Forte, Sousão de Correr, Sousen, Sousón, Sousón Retinto, Souzão et Tintilla.

## Caractéristiques
Ce cépage rouge présente un débourrement tardif et une maturation moyenne. Cette variété a une croissance vigoureuse et génère une production régulière.